# Shirley Polykoff
Shirley Polykoff (Brooklyn, 18 de enero de 1908-4 de junio de 1998) fue una empresaria pionera estadounidense en el ámbito de la publicidad. Comenzó siendo redactora creativa y ascendió hasta ejecutiva. Su eslogan "¿Ella... o ella no?" acompañado por "un color tan natural que solo su peluquera lo sabe con seguridad" desarrollado en 1956 para la marca Clairol aumentó las ventas considerablemente, cambió normas culturales y consiguió que lograse un lugar en el Salón de la Fama de la Federación Estadounidense de Publicidad.

## Trayectoria
Nacida en una familia judía en Brooklyn, comenzó su carrera en la venta de anuncios para el comercio minorista y trabajó brevemente como secretaria en la revista de moda Harper's Bazaar antes de ocupar un puesto en la agencia de publicidad Foote, Cone & Belding. En 1955, se hizo cargo de la cuenta de Clairol y su campaña publicitaria se convirtió en un clásico. Bajo su liderazgo, logró que las ventas de tintes de cabello pasaran de 25 millones de dólares a 200 millones de dólares anuales, logrando así que Clairol aumentase un 50% su cuota de mercado.
Aunque su trabajo creativo animó a muchas mujeres a hacerse cargo de sus vidas, no quería ganar más que su marido, el abogado George P. Halperin, e insistió en que su agencia de publicidad pusiera un tope a su salario de 25.000 dólares al año. Después de la muerte de su marido, su salario se duplicó dos veces en menos de diez años. Se retiró de Foote, Cono & Belding en 1973, después de convertirse en la vicepresidenta ejecutiva y directora creativa.
Fue la número 24 de las 100 personas del siglo XX de la revista Advertising Age. Se considera que el personaje de Peggy Olson de la serie de televisión Mad Men, interpretado por la actriz Elisabeth Moss, estaba inspirado en la propia Polykoff.